# Rhynchaglaea taiwana
Rhynchaglaea taiwana là một loài bướm đêm trong họ Noctuidae.